# HMS E1
| E1                                                                  | E1 | E1 |
| ------------------------------------------------------------------- | --- | --- |
| HMS E1                                                              | | |
|                                                                     | | |
| Британський підводний човен E1                                      | | |
| Верф                                                                | Chatham Dockyard, Чатем                                                                                 | Chatham Dockyard, Чатем                                                                                 |
| Під прапором                                                        | Велика Британія                                                                                         | Велика Британія                                                                                         |
| Належність                                                          | Військово-морські сили Великої Британії                                                                 | Військово-морські сили Великої Британії                                                                 |
| Порт приписки                                                       | Портсмут, Горлстон-он-Сі, Гельсінкі                                                                     | Портсмут, Горлстон-он-Сі, Гельсінкі                                                                     |
| Закладений                                                          | 14 лютого 1911                                                                                          | 14 лютого 1911                                                                                          |
| Спуск на воду                                                       | 9 листопада 1912                                                                                        | 9 листопада 1912                                                                                        |
| Введений до складу флоту                                            | 6 травня 1913                                                                                           | 6 травня 1913                                                                                           |
| Загибель                                                            | 3 квітня 1918 року затоплений екіпажем у Фінській затоці поблизу острову Гармайя                        | 3 квітня 1918 року затоплений екіпажем у Фінській затоці поблизу острову Гармайя                        |
| Бойовий досвід                                                      | Перша світова війна Битва на Балтійському морі * Бій у Ризькій затоці                                   | Перша світова війна Битва на Балтійському морі * Бій у Ризькій затоці                                   |
| Проєкт                                                              | | |
| Класифікація ПЧ                                                     | малий підводний човен                                                                                   | малий підводний човен                                                                                   |
| Тип ПЧ                                                              | типу «E»                                                                                                | типу «E»                                                                                                |
| Вартість                                                            | £101700                                                                                                 | £101700                                                                                                 |
| Основні характеристики                                              | | |
| Швидкість (надводна)                                                | 15 вузла (8 км/год)                                                                                     | 15 вузла (8 км/год)                                                                                     |
| Швидкість (підводна)                                                | 9,5 вузлів (17,6 км/год)                                                                                | 9,5 вузлів (17,6 км/год)                                                                                |
| Дальність плавання                                                  | 3000 миль (5600 км) на швидкості 10 вузлів (надводна) 65 миль (120 км) на швидкості 5 вузлів (підводна) | 3000 миль (5600 км) на швидкості 10 вузлів (надводна) 65 миль (120 км) на швидкості 5 вузлів (підводна) |
| Екіпаж                                                              | 30 офіцерів та матросів                                                                                 | 30 офіцерів та матросів                                                                                 |
| Розміри                                                             | | |
| Довжина найбільша (по КВЛ)                                          | 54 м | 54 м |
| Ширина корпусу найб.                                                | 4,7 м                                                                                                   | 4,7 м                                                                                                   |
| Водотоннажність надводна                                            | 662 тонни                                                                                               | 662 тонни                                                                                               |
| Водотоннажність підводна                                            | 808 тонн                                                                                                | 808 тонн                                                                                                |
| Силова установка                                                    | | |
| Дизель-електрична: 2 × дизельних двигуни Vickers 2 × електродвигуни | | |
| Гвинти                                                              | 2 | 2 |
| Потужність                                                          | 2 × 800 к.с. (дизелі) 2 × 420 к.с. (електродвигуни)                                                     | 2 × 800 к.с. (дизелі) 2 × 420 к.с. (електродвигуни)                                                     |
| Озброєння                                                           | | |
| Торпедно- мінне озброєння                                           | 4 × 450-мм торпедних апарати                                                                            | 4 × 450-мм торпедних апарати                                                                            |

E1 (англ. HMS E1) — британський військовий корабель, підводний човен типу «E» першої серії, що перебував у складі Королівського військово-морського флоту Великої Британії за роки Першої світової війни.
E1 був закладений 14 лютого 1911 року на верфі компанії Chatham Dockyard у Чатемі. 9 листопада 1912 року він був спущений на воду, а 6 травня 1913 року увійшов до складу Королівського ВМФ Великої Британії.

## Історія служби
Після введення в експлуатацію E1 включили до складу 8-ї флотилії підводних човнів, яка базувалася в Портсмуті.
Човен діяв разом з E5 і розвідував Скагеррак на початку жовтня 1914 року як прелюдію до відправки підводних човнів у Балтику. 15 жовтня 1914 року він вийшов з Горлстона у першій партії з трьох човнів типу «E»: E1 (лейтенант-командер Ноель Лоренс), E9 (лейтенант-командер Макс Гортон) і E11 (лейтенант-командер Мартін Несміт), які здійснили перехід через небезпечні протоки Скагеррак, Каттегат і вузькі, мілкі Данські протоки. 
18 жовтня 1914 року E1 невдало атакував бронепалубний крейсер «Вікторія Луїзе» у Кільській бухті. Але, торпеда зайшла надто глибоко й не влучила. 22 липня 1915 року E1 випустив дві торпеди по німецькому патрульному катеру Neumühlen, який промахнувся. 30 липня 1915 року він торпедував та потопив німецький допоміжний тральщик «Аахен» на схід-північний схід від Естергарна, Готланд. 19 серпня 1915 року під час битви в Ризькій затоці E1 торпедував і пошкодив німецький лінійний крейсер «Мольтке» (23 000 тонн).
3 квітня 1918 року E1 був затоплений поблизу Гельсінгфорса (нині Гельсінкі), за 1,5 морських милі (2,8 км) від маяка на острові Гармайя у Фінській затоці. Його екіпаж був змушений затопити свій човен разом з E8, E9, E19, C26, C27 і C35, щоб уникнути їх захоплення наступаючими німецькими військами, які висадилися неподалік.